# Bá Nhan (Bát Lân bộ)
Bá Nhan (chữ Hán: 伯颜, chữ Mông Cổ: ᠪᠠᠶᠠᠨ, chuyển ngữ Poppe: Bayan, chữ Kirin: Баян, 1236 – 11/01/1295), người Bát Lân bộ (Baarin), dân tộc Mông Cổ, là tướng lĩnh nhà Nguyên trong lịch sử Trung Quốc.

## Quá trình thăng tiến
Cụ nội của Bá Nhan là Thuật Luật Ca Đồ, phụng sự Thành Cát Tư Hãn, làm Bát Lân bộ tả thiên hộ. Ông nội là A Lạt, nối chức của cha, kiêm Đoán sự quan ; bình định Hốt Thiện có công, được nhận đất phong của ông ta. Cha là Hiểu Cổ Đài lại được nối chức, theo tông vương Húc Liệt Ngột khai phá Tây Vực. Mông Cổ bí sử có chép sự tích của ông cha Bá Nhan.
Bá Nhan trưởng thành ở Tây Vực. Năm Chí Nguyên thứ nhất (1264), Húc Liệt Ngột sai Bá Nhan về chầu, Nguyên Thế Tổ Hốt Tất Liệt thấy ông tướng mạo khôi vĩ, lời lẽ hùng tráng, bèn nói: “Đừng làm bề tôi của chư hầu vương nữa, ở lại làm việc cho trẫm.” Bá Nhan được đứng vào nhóm đình thần bên phải, dự bàn việc nước; Thế Tổ càng yêu mến, ban sắc lấy em gái của Trung thư hữu thừa tướng An Đồng gả cho ông, còn nói: “Làm vợ của Bá Nhan, đừng làm xấu mặt dòng họ nhà ngươi.” Tháng 7 ÂL năm Chí Nguyên thứ hai (1265), được bái làm Quang lộc đại phu, Trung thư tả thừa tướng. Quan viên dưới quyền trình bày công việc, có gì khó khăn, Bá Nhan nói một hai lời là có thể quyết định. Mọi người khâm phục: “Đúng là bậc tể phụ.” Năm thứ 4 (1267), được đổi làm Trung thư hữu thừa. Năm thứ 7 (1270), được thăng Đồng tri xu mật viện sự. Mùa xuân năm thứ 10 (1273), cầm cờ tiết, trao ấn ngọc sách lập Yên vương Chân Kim làm hoàng thái tử.

## Bình diệtNam Tống

### Tham chiến 1274
Năm thứ 11 (1274), quân Nguyên đánh Tống, Bá Nhan cùng Sử Thiên Trạch đều được bái làm Trung thư tả thừa tướng, Hành tỉnh Kinh Hồ. Khi ấy Kinh Hồ, Hoài Tây đều đặt hành tỉnh, Thiên Trạch nói hiệu lệnh bất nhất sẽ làm hỏng việc. Có chiếu đổi Hoài Tây hành tỉnh làm Hành xu mật viện. Thiên Trạch phát bệnh, dâng biểu xin cho Bá Nhan được chuyên nhiệm, triều đình bèn lấy ông lãnh Hành trung thư tỉnh của các lộ Hà Nam, các nơi liên quan đều nghe theo sự tiết chế của ông. Tháng 7 ÂL, mùa thu, Bá Nhan bệ kiến để từ biệt, được Thế Tổ khuyên dụ rằng: “Xưa Tào Bân bình Giang Nam không ham giết chóc, ngươi hiểu rõ tấm lòng của trẫm, hãy là Tào Bân của nước ta!”
Ngày giáp tuất sóc tháng 9 ÂL (2/10), quân Nguyên hội sư ở Tương Dương, chia làm 3 đạo cùng tiến. Ngày bính tuất (14/10), Bá Nhan và bình chương A Truật theo trung đạo xuôi Hán Giang đi Dĩnh Châu. Vạn hộ Vũ Tú làm tiền phong, gặp hồ nước, vì trời mưa nên mực nước dâng cao, không có thuyền khó lòng vượt qua. Bá Nhan nói: “Ta còn phải vượt qua Đại giang , mà lại sợ cái ao nhỏ này à!” Bèn triệu một tráng sĩ, vác giáp trượng, cưỡi ngựa đi trước thăm dò, rồi vẫy toàn quân theo sau. Ngày quý tị (21/10), đến Diêm Sơn, cách Dĩnh Châu 20 dặm. Dĩnh ở phía bắc Hán Thủy, lấy đá làm thành, người Tống lại đắp thành Tân Dĩnh ở phía nam Hán Thủy, giăng dây sắt, khóa chiến hạm, ngầm chôn cọc gỗ dưới nước. Ở hạ lưu có Hoàng Gia Loan bảo, cũng bày công cụ phòng ngự; phía tây có ngòi, thông ra Đằng hồ ở phía nam, hồ cách Hán giang chỉ vài dặm. Bá Nhan bèn sai tổng quản Lý Đình, Lưu Quốc Kiệt đánh Hoàng Gia Loan bảo, nhổ được, chẻ tre lót nền, đẩy thuyền từ Đằng hồ vào Hán Giang. Chư tướng đề nghị rằng: “Dĩnh thành là yết hầu của ta, không chiếm lấy, sợ sẽ là hậu hoạn.” Bá Nhan nói: “Dùng binh có hoãn có gấp, ta biết rõ. Đánh thành, hạ sách vậy; đại quân đã xuất phát, há lại chậm trễ vì một tòa thành ư!” rồi bỏ qua Dĩnh, xuôi dòng mà tiến. Bá Nhan, A Truật đoạn hậu, có không đầy trăm kỵ binh. Ngày mậu ngọ tháng 10 ÂL (15/11), quân Nguyên đang đi trong một cái chằm lớn, tướng Tống ở Dĩnh là Triệu Văn Nghĩa, Phạm Hưng đem 2000 kỵ binh đến tập kích, Bá Nhan, A Truật chưa kịp đội mũ trụ, vội quay lại đón đánh. Bá Nhan tự tay giết Văn Nghĩa, bắt Phạm Hưng giết đi, tiêu diệt 500 quân Tống, bắt sống vài mươi người.
Ngày giáp tý (21/11), quân Nguyên đến Sa Dương. Ngày ất sửu (22/11), Bá Nhan mệnh cho Đoán sự quan Dương Nhân Phong chiêu hàng, không được. Lại sai một tù binh đem theo bảng vàng, hịch văn, gởi kèm đầu của Triệu Văn Nghĩa vào thành, chiêu dụ tướng giữ thành là bọn Vương Hổ Thần, Vương Đại Dụng. Hổ Thần chém tù binh ấy, đốt bảng vàng. Bì tướng Phó Ích đem 17 thủy quân ra hàng, bọn Hổ Thần chém những ai muốn hàng. Bá Nhan lại mệnh cho Lữ Văn Hoán chiêu dụ, lại không được. Về chiều, gió lớn nổi lên, Bá Nhan thuận theo chiều gió mà dùng pháo bắn kim trấp, đốt nhà cửa trong thành, khói lửa rực trời, phá được thành. Vạn hộ Mang Cổ Đãi bắt bọn Hổ Thần, Đại Dụng 4 tướng, còn lại giết sạch. Ngày bính dần (23/11), đến Tân Thành, lệnh vạn hộ Thiếp Mộc Nhi, Sử Bật bày Quắc lấy được tại Sa Dương ở dưới thành , bắn bảng vàng, hịch văn vào trong thành để chiêu hàng. Tướng giữ thành là Biên Cư Nghị đòi nói chuyện với Lữ Văn Hoán. Ngày đinh mão (24/11), Văn Hoán đến dưới thành, bị tên bắn vào cánh tay phải, chạy về. Ngày mậu thìn (25/11), tổng chế Hoàng Thuận trèo thành ra hàng, lập tức được thụ chức Chiêu thảo sứ, đeo kim phù, nhận lệnh gọi quân trên thành, bộ khúc của ông ta lập tức thả dây trèo xuống; Cư Nghị đón bọn họ vào thành, đem chém cả. Ngày kỷ tị (26/11), phó đô thống chế Nhiệm Ninh ra hàng, Cư Nghị rốt cục không hàng, Bá Nhan bèn lệnh cho tổng quản Lý Đình đánh phá bảo ngoài; quân Nguyên như kiến trèo lên, chiếm được thành. Hơn 3000 quân Tống tử chiến, Cư Nghị tự thiêu cả nhà. Bá Nhan cũng giết bọn Hổ Thần 4 người.
Ngày bính tuất tháng 11 ÂL (13/12), quân Nguyên đến Phức Châu, Tri châu Địch Quý dâng thành đầu hàng. Chư tướng xin kiểm đếm quân đội, kho tàng, sai quan viên trấn thủ, Bá Nhan không nghe, khuyên dụ bọn họ không được vào thành, ai trái lệnh sẽ bị luận tội theo quân pháp. A Truật sai Hữu thừa A Lý Hải Nha đến hỏi thời điểm vượt Đại giang, Bá Nhan không đáp. Hôm sau lại đến, lại không đáp. A Truật bèn tự đến, Bá Nhan nói: “Việc lớn này, chúa thượng giao phó 2 người chúng ta, sao lại để cho người khác biết được?” rồi bí mật vạch cho ông ta biết. Ngày ất mùi (22/12), quân Nguyên đến Thái Điếm. Ngày đinh dậu (24/12), Bá Nhan đi quan sát hình thế Hán khẩu. Tướng Tống là bọn Hoài Tây chế trí sứ Hạ Quý đem vạn cỗ chiến hạm chia giữ những nơi yếu hại, đô thống Vương Đạt giữ Dương La bảo, Kinh Hồ tuyên phủ sứ Chu Tự đem quân du kích chẹn trung lưu. Quân Nguyên không thể tiến, thiên hộ Mã Phúc cho biết từ Luân Hà khẩu có thể thông ra Sa Vu khẩu rồi vào Đại giang. Bá Nhan sai người dò xét Sa Vu khẩu, Hạ Quý cũng đem tinh binh giữ nơi ấy. Bá Nhan bèn vây Hán Dương quân, đánh tiếng từ Hán khẩu vượt sông, Quý quả nhiên dời quân cứu viện Hán Dương.
Ngày bính ngọ tháng 12 ÂL (2/1/1275), quân Nguyên đến Hán khẩu. Ngày tân hợi (7/1), quân Nguyên từ Hán khẩu khơi đập, đưa thuyền vào Luân hà, Bá Nhan trước hết sai Vạn hộ A Lạt Hãn đem quân áp sát Vũ ki, dò xét Dương La bảo, đi thẳng qua Sa Vu khẩu để vào Đại giang. Ngày nhâm tý (8/1), cả vạn chiến hạm gồm nhiều loại của quân Nguyên kéo đến, Bá Nhan đem vài ngàn cỗ neo ở Luân Hà Loan khẩu, phân bố vài mươi vạn kỵ binh người Mông Cổ, Hán ở bờ bắc Đại giang. Chư tướng nói: “Chiến thuyền của họ ở bờ nam của Sa Vu, có thể đánh mà chiếm lấy.” Bá Nhan nói: “Tôi cũng biết chỗ ấy có chiếm được, lo các người tham công nhỏ, lỡ việc lớn; một khi đã vượt sông, thì có thể bắt hết bọn họ!” Bèn lệnh cho sửa sang công cụ, tiến quân đến Dương La bảo. Ngày quý sửu (9/1), sai người chiêu hàng, không được. Ngày giáp dần (10/1), lại sai người chiêu hàng, quân Tống thề chết không hàng. Bá Nhan xua quân tấn công, 3 ngày không hạ được. Có kẻ thuật giả đến nói: “Đạo trời về nam, kim, mộc phạm nhau, nếu 2 sao giao cắt, ắt có thể vượt Đại giang.” Bá Nhan đuổi đi, cấm nói như vậy nữa. Bá Nhan bèn mật mưu với A Truật rằng: “Họ cho rằng ta phải nhổ được bảo này thì mới có thể vượt sông. Bảo này rất chắc chắn, đánh sẽ vất vả. Ngươi đêm nay đem 3000 thiết kỵ, dùng thuyền đi thẳng lên thượng lưu, làm kế đánh vào chỗ hư, sáng mai vượt sông tập kích bờ nam. Qua rồi, phải nhanh chóng sai người báo cho ta biết.” Ngày ất mão (11/1), Bá Nhan chia quân cho Hữu thừa A Lý Hải Nha, sai ông ta đốc bọn Vạn hộ Trương Hoằng Phạm, Hốt Thất Hải Nha, Chiết Đích Mê Thất, trước hết đem bộ kỵ đánh Dương La bảo, Hạ Quý đến cứu. Bá Nhan bèn báo cho A Truật, để ông ta xuất kì bất ý soái 4 cánh quân của Vạn hộ Yên Triệt Nhi, Mang Cổ Đãi, Sử Cách, Giả Văn, ngược dòng tây tiến 40 dặm, ghé vào vị trí đối diện với Thanh Sơn ki. Đêm ấy có tuyết lớn, trông sang bờ nam xa xa thấy có nhiều cồn cát, A Truật lên thuyền, trỏ cho chư tướng thấy, hạ lệnh đi thẳng đến đấy, chở ngựa theo sau. Vạn hộ Sử Cách đưa quân vượt sông đầu tiên, bị tướng Tống là đô thống Trình Bằng Phi đẩy lui. A Truật tự mình xông lên, huyết chiến giữa sông, bắt được tướng Tống là bọn Cao Bang Hiển. Quân Tống chết vô số, Trình Bằng Phi bị thương bỏ chạy. Quân Nguyên bắt được hơn ngàn cỗ thuyền, lên được bờ nam. A Truật cùng bọn Trấn phủ Hà Vĩ vài mươi người, bám lấy bờ sông, đi bộ chiến đấu, tiến rồi lại lui nhiều lần. Quân Tống gây trở ngại dưới nước, quân Nguyên không thể đỗ thuyền, bèn làm cầu nổi, nhờ đó mà vượt sông. A Lý Hải Nha kế đó sai 4 cánh quân của bọn Trương Vinh Thực, Giải Nhữ Tiếp, nối thành hàng dài, đi thẳng đến chỗ Hạ Quý. Quý đem vài ngàn quân bản bộ chạy trốn đầu tiên, quân Nguyên thừa thế tấn công, quân Tống bị chém và bị đuối nước không đếm xuể, quân Nguyên đuổi theo đến cửa đông Ngạc Châu thì quay về. Ngày bính thìn (12/1), A Truật sai sứ đến báo, Bá Nhan cả mừng, xua quân đánh gấp Dương La bảo. Vương Đạt tử trận, quân Tống tan vỡ, mấy chục vạn người tử thương gần hết. Hạ Quý một mình chạy thoát, trốn đến Bạch Hổ sơn. Chư tướng cho rằng Quý là đại tướng, không thể thả cho đi, xin đuổi theo. Bá Nhan nói: “Chiến thắng Dương La, tôi muốn sai sứ đi trước thông báo cho người Tống, mà Quý chạy trốn tức làm thay sứ giả của tôi, chẳng cần đuổi theo!” Ngày đinh tị (13/1), Bá Nhan lên núi ở Vũ ki, nhìn khắp 2 bờ nam bắc của Đại giang, đều là quân Nguyên; chư tướng chúc mừng, ông khiêm tốn cảm ơn.
A Truật quay lại hạ lưu vượt sông, rồi cùng bàn bạc phương hướng tiến quân, đề nghị trước hết chiếm Kỳ, Hoàng; ông ta nói: “Nếu đem quân xuôi hạ lưu, đến khi lui quân sẽ không có chỗ dừng chân; không bằng trước hết chiếm lấy Ngạc, Hán, dù chậm mất một tuần, nhưng có thể xem là kế vạn toàn.” Bá Nhan nghe theo. Ngày kỷ mùi (15/1), quân Nguyên đến Ngạc Châu, sai bọn Lữ Văn Hoán, Dương Nhân Phong dụ hàng, không được. Người Ngạc dựa cả vào Hán Dương, đến khi sắp giao chiến, quân Nguyên đốt hơn 3000 cỗ chiến hạm của quân Tống, ánh lửa rọi vào thành, cả hai nơi đều khiếp sợ. Ngày canh thân (16/1), Tri Ngạc Châu Trương Yến Nhiên, Tri Hán Dương quân Vương Nghi, Tri Đức An phủ Lai Hưng Quốc đều dâng thành đầu hàng, Trình Bằng Phi cũng đưa quân đến hàng. Ngày nhâm tuất (18/1), Bá Nhan định phẩm cấp các quan viên mới hàng, đem quân Tống chia cho chư tướng. Trước đó, quân Nguyên thả hết những cư dân vùng biên và lính thú đã bị bắt vào nước Tống, để thu dùng họ. Ngày đinh mão (23/1), Bá Nhan sai Vạn hộ Dã Đích Ca, Tổng quản Hốt Đô Đãi quay về trình tấu chiến thắng của cuộc vượt sông. Bá Nhan chia quân cho A Lạt Hãn đem quân Hoàng Đầu (tức bộ lạc Hoàng Đầu Nữ Chân) làm tiên phong chiếm lấy 40 vạn hộc lương thực ở Thọ Xương, để sung quân hướng. Bá Nhan để lại bọn Hữu thừa A Lý Hải Nha, sai họ nắm 4 vạn quân chia ra trông giữ Ngạc, đồng thời tính kế đánh lấy vùng Kinh Hồ. Ngày kỷ tị (25/1), Bá Nhan cùng A Truật đem đại quân thủy lục đông hạ, điều A Truật đi trước lấy Hoàng Châu.

### Tham chiến 1275
Ngày quý dậu sóc tháng giêng ÂL năm thứ 12 (19/1/1275), quân Nguyên đến Hoàng Châu. Ngày giáp tuất (20/1), Duyên giang chế trí phó sứ, Tri Hoàng Châu Trần Dịch đầu hàng, Bá Nhan thừa chế thụ ông ta làm Duyên giang đại đô đốc. Dịch gởi thư đến Liên Thủy gọi con trai là Nham, Nham cũng hàng. Bá Nhan sai Lữ Văn Hoán, Trần Dịch đem thư chiêu hàng Kỳ Châu an phủ sứ Quản Tông Mô, lại sai A Truật đem thủy quân đến dưới Kỳ thành. Ngày quý mùi (22/1), Bá Nhan đến Kỳ Châu, Tông Mô ra hàng, lập tức thừa chế thụ ông ta làm Hoài Tây tuyên phủ sứ, để Vạn hộ Đái Tháp Nhi ở lại giữ thành. A Truật lại đem thủy quân đi trước đến Giang Châu, Binh bộ thượng thư Lữ Sư Quỳ ở Giang Châu, cùng Tri châu Tiền Chân Tôn sai người đến xin hàng. Ngày bính tuất, Bá Nhan đến Giang Châu, lập tức lấy Sư Quỳ làm Giang Châu thú. Sư Quỳ bày tiệc ở Dữu Công lâu, chọn 2 người con gái tông thất nhà Tống , ra sức hiến tặng, Bá Nhan giận nói: “Tôi phụng mệnh của thiên tử, dấy quân nhân nghĩa, hỏi tội nước Tống, sao dám đem nữ sắc làm nhụt chí tôi!” rồi đuổi 2 cô gái đi. Tri Nam Khang quân Diệp Xương đến hàng, Điện tiền đô chỉ huy sứ, Tri An Khánh phủ Phạm Văn Hổ cũng gởi thư xin nạp khoản, A Truật bèn soái thủy quân đến An Khánh, Văn Hổ ra hàng. Bá Nhan đến Hồ Khẩu, sai Thiên hộ Ninh Ngọc nối cầu nổi để vượt sông, gió lớn nước xiết, cầu làm không xong, bèn cầu đảo ở thần Đại Cô sơn; sau một lúc thì gió lặng, cầu làm xong, đại quân vượt sông. Ngày nhâm dần sóc tháng 2 ÂL (27/2), Bá Nhan đến An Khánh, thừa chế thụ Văn Hổ làm Lưỡng Chiết đại đô đốc, Văn Hổ lấy cháu trai Hữu Tín làm Tri An Khánh phủ sự, Bá Nhan mệnh cho Vạn hộ Kiều Khuê đồn thú ở đó. Ngày đinh mùi (4/3), quân Nguyên đến Trì Châu, đô thống chế Trương Lâm dâng thành đầu hàng; ngày mậu thân (5/3), Thông phán quyền châu sự Triệu Mão Phát cùng vợ tự treo cổ, Bá Nhan vào thành, trông thấy thì thương xót, hạ lệnh khâm liệm chôn cất.
Tể tướng Tống là Giả Tự Đạo sai Tống Kinh gởi thư, xin trả lại các châu quận đã hàng, hẹn cống nạp hằng năm. Bá Nhan sai Vũ lược tướng quân Nang Gia Đãi cùng một thành viên của sứ đoàn là Nguyễn Tư Thông báo lên triều đình, giữ Tống Kinh ở lại đợi tin; mặt khác sai sứ nói với Tự Đạo rằng: “Chưa vượt sông, còn có thể nghị hòa cống nạp; nay các quận ven Đại Giang đều xin nội phụ, muốn hòa, ắt phải đến đây gặp mặt bàn bạc mới được.” Nang Gia Đãi trở về, bèn thả Tống Kinh về. Ngày canh thân (17/3), quân Nguyên xuất phát từ Trì Châu, ngày nhâm tuất (19/3), đến Đinh Gia châu. Giả Tự Đạo làm Đô đốc của 13 vạn binh mã các lộ, phao lên trăm vạn, lấy Bộ quân chỉ huy sứ Tôn Hổ Thần làm tiền phong, Hoài Tây chế trí sứ Hạ Quý đem 2500 cỗ chiến hạm dàn ngang giữa sông, Tự Đạo nắm hậu quân. Bá Nhan mệnh cho vạn hộ ở 2 cánh trái phải soái kỵ binh men sông mà tiến, tiếng pháo vang xa trăm dặm. Quân Tống kinh động, Hạ Quý bỏ trốn đầu tiên, đem thuyền nhỏ áp sát thuyền của Tự Đạo, gọi lớn: “Giặc nhiều ta ít, thế không chống nổi!” Tự Đạo nghe vậy, hoang mang bối rối, khua chiêng thu quân, khiến toàn quân tan vỡ. Quân Nguyên kêu lớn: “Quân Tống thua rồi!” Các chiến hạm còn ở phía sau, A Truật thúc ngựa gọi họ, tự trèo lên thuyền, bẻ bánh lái xông vào thuyền địch, các chiến hạm khác cũng làm vậy, liên tục xô đẩy. A Truật đem cờ nhỏ vẫy bọn Hà Vĩ, Lý Đình đưa thuyền xông vào, Bá Nhan mệnh cho bộ kỵ trái phải đi kèm họ, đuổi giết hơn 150 dặm; quân Tống chết đuối đếm không xuể, quân Nguyên lấy được hơn 2000 chiến thuyền, cùng quân nhu binh khí, bản đồ ấn tín. Tự Đạo chạy đi Dương Châu ở phía đông, Quý chạy đi Lư Châu, Hổ Thần chạy đi Thái Châu. Ngày giáp tý (21/3), quân Nguyên đánh Thái Bình châu. Ngày đinh mão (24/3), Tri châu Mạnh Chi Tấn cùng Tri Vô Vi quân Lưu Quyền, Tri Trấn Sào quân Tào Vượng, Tri Hòa Châu Vương Hỷ đều dâng thành đầu hàng. Ngày canh ngọ (27/3), quân Nguyên đến Long loan thuộc Kiến Khang, khao thưởng tướng sĩ. Ngày quý dậu tháng 3 ÂL (30/3), Duyên giang chế trí sứ Triệu Cấn của Tống bỏ trốn, anh Cấn là Hoài khởi binh ở Lật Dương, bị quân Nguyên bắt giết. Bọn Đô thống Từ Vương Vinh, Ông Phúc dâng thành đầu hàng, Bá Nhan mệnh cho Chiêu thảo sứ Toa Đô nhận lấy. Tri Trấn Giang phủ Hồng Khởi bỏ trốn, tổng quản Thạch Tổ Trung dâng thành đầu hàng. Tri Ninh Quốc phủ Triệu Dữ Khả bỏ trốn, Tri Nhiêu Châu Đường Chấn tử tiết, các quận Giang Đông rồi đến các quận Trừ Châu thuộc Hoài Tây nối nhau đầu hàng.
Ngày bính tý (2/4), tín sứ Liêm Hi Hiền đến Kiến Khang, truyền chỉ lệnh cho chư tướng đều giữ doanh lũy, không được tự ý cướp bóc. Hi Hiền cùng bọn Nghiêm Trung Phạm phụng mệnh đi sứ nước Tống, xin có quân bảo vệ, Bá Nhan nói: “Sứ giả đem theo lời nói chứ không đem theo binh sĩ, có nhiều binh sĩ sẽ gây thêm việc mà thôi!” Hi Hiền cố nài, nên Bá Nhan đồng ý. Ngày bính tuất (12/4), sứ đoàn đến Độc Tùng lĩnh, quả nhiên bị người Tống giết chết. Ngày canh dần (16/5), Bá Nhan sai Tả hữu tư viên ngoại lang Thạch Thiên Lân về chầu, Thế Tổ đẹp lòng, đồng ý với mọi đề nghị của ông. Bá Nhan đem Hành trung thư tỉnh đặt ở Kiến Khang, A Tháp Hải, Đổng Văn Bỉnh đem Hành xu mật viện đặt ở Trấn Giang, A Truật phụng chiếu riêng đi đánh Dương Châu. Giang Đông mất mùa, trong dân có dịch lớn, Bá Nhan tùy cơ chẩn cứu, dân nhờ vậy mà được yên. Người Tống sai đô thống Hồng Mô gởi thư cho bọn Từ Vương Vinh, nói việc giết sứ giả Tạ thái hoàng thái hậu cùng Tống Cung đế thực sự không biết, đều là tội của biên tướng, sẽ làm án để trị tội, nay muốn nộp cống, xin được bãi binh thông hảo. Bá Nhan nói: “Bọn họ bày kế quỷ quyệt dối trá, để dò hư thực của chúng ta. Hãy chọn người đến đó, xem sự thể ra sao, rồi tuyên bố uy đức, lệnh cho bọn họ nhanh chóng đầu hàng.” Bèn mệnh cho bọn Nghị sự quan Trương Vũ đi gặp Từ Vương Vinh để trả lời thư, đến Bình Giang dịch, lại bị người Tống giết chết.
Ngày ất sửu tháng 4 ÂL (21/5), có chiếu cho rằng lúc này thời tiết oi bức, không tiện hành quân, đợi mùa thu lại cất quân. Bá Nhan tâu rằng: “Người Tống cậy vào sông bể, như con thú giữ chỗ hiểm yếu; nay đã chẹn họng của nó, lơi lỏng một chút thì nó sẽ chạy mất.” Thế Tổ nói nhỏ với sứ giả rằng: “Tướng tại quân, không theo trung chế, là hậu pháp vậy. Nên theo lời của thừa tướng.”  Ngày đinh hợi tháng 5 ÂL (12/6), lại có Phụng ngự Ái Tiên truyền chỉ, triệu Bá Nhan về chầu, lấy A Lạt Hãn làm tham chánh, ở lại coi việc của tỉnh. Bá Nhan đến Trấn Giang, hội họp chư tướng xem xét công việc, lệnh cho họ về trấn, rồi vượt sông ra bắc, vào chầu ở Thượng đô. Ngày quý mùi tháng 7 ÂL (7/8), được tiến làm Trung thư hữu thừa tướng, nhường công cho A Truật, nên A Truật được làm Tả thừa tướng. Ngày quý mão tháng 8 ÂL (27/8), thụ mệnh trở lại hành tỉnh, đem theo chiếu thư để khuyên dụ Tống đế. Bá Nhan chọn lối Ích Đô, trên đường thị sát quân lũy các nơi thuộc Nghi Châu, điều Hoài Đông đô nguyên soái Bột Lỗ Hoan, phó đô nguyên soái A Lý Bá đem bản bộ từ lưu vực Nghi, Hoài tiến quân. Ngày mậu dần tháng 9 ÂL (1/10), quân Nguyên hội sư dưới thành Hoài An, sai quan mới hàng là Tôn Tự Vũ kêu gọi, còn bắn thư vào trong để dụ hàng, đều không được. Ngày canh thìn (3/10), Chiêu thảo sứ Biệt Cát Lý Mê Thất chặn cửa tây thành bắc, Bá Nhan cùng Bột Lỗ Hoan, A Lý Bá đích thân đến thành nam, vẫy chư tướng không ngừng xông lên, nhổ được; quân Nguyên phát hiện quân Tống muốn chạy đi thành lớn, bèn đuổi theo đến cổng, chém được vài trăm thủ cấp, rồi san bằng thành nam. Ngày bính tuất (9/10), quân Nguyên đến Bảo Ứng quân. Ngày mậu tý (11/10), đến Cao Bưu. Ngày canh tuất tháng 10 ÂL (2/11), vây Dương Châu. Bá Nhan triệu chư tướng thông báo phương lược, để lại Bột Lỗ Hoan, A Lý Bá giữ Loan Đầu Bảo mới dựng, còn lại nam hạ. Ngày nhâm tuất (14/11), đến Trấn Giang, bãi hành viện, lấy A Tháp Hải, Đổng Văn Bỉnh cùng coi việc.
Ngày ất hợi tháng 11 ÂL (27/11), Bá Nhan chia quân làm 3 đạo, đặt kỳ hạn hội sư ở Lâm An. Bọn Tham chánh A Lạt Hãn làm hữu quân, đem bộ kỵ từ Kiến Khang ra Tứ An, đi Độc Tùng lĩnh, bọn Tham chánh Đổng Văn Bỉnh làm tả quân, đem thủy quân từ Giang Âm men biển đi Cảm Phổ, Hoa Đình; Bá Nhan cùng Hữu thừa A Tháp Hải theo trung đạo, tiết chế các cánh quân, thủy lục cùng tiến. Ngày nhâm ngọ (4/12), quân của Bá Nhan quân đến Thường Châu. Trước đó, Thường Châu thú Vương Tông Thù bỏ trốn, Thông phán Vương Hổ Thần (cùng tên ở trên, khác người) dâng thành đầu hàng, đô thống chế Lưu Sư Dũng cùng bọn Trương Ngạn, Vương An Tiết tiếp tục kháng cự, đưa Diêu Ngân lên làm thú, giữ thành thêm được vài tháng. Bá Nhan sai người đến dưới thành, bắn thư vào thành chiêu dụ: chớ lấy việc đã hàng lại phản mà ngờ, chớ lấy việc chống cự quân ta mà sợ; đều không được. Bèn đích thân đốc Trướng tiền quân đến thành nam, bày nhiều hỏa pháo, giương cung nỏ, đêm ngày tấn công. Chiết Tây chế trí sứ Văn Thiên Tường sai Doãn Ngọc, Ma Sĩ Long đến cứu, đều chiến tử. Ngày giáp thân (6/12), Bá Nhan quát mắng thúc Trướng tiền quân trèo lên, dựng cờ đỏ trên thành, quân Nguyên trông thấy đều kêu lớn: “Thừa tướng lên rồi.” Quân Nguyên tràn lên, quân Tống tan vỡ; quân Nguyên chiếm được thành, tiến hành đồ sát, Diêu Ngân cùng bọn Thông phán Trần Chiếu tử tiết, Vương An Tiết bị bắt và bị chém đầu. Lưu Sư Dũng thay áo một mình chạy đi Bình Giang, chư tướng xin đuổi theo, Bá Nhan nói: “Chớ đuổi, Sư Dũng đi qua nơi nào, tướng giữ nơi ấy sẽ mất vía!” Lấy Hành tỉnh đô sự Mã Thứ làm Thường Châu doãn. Sai đô nguyên soái Đồ Lý Thiếp Mộc Nhi, Vạn hộ Hoài Đô đưa quân Mông Cổ đi trước chiếm cứ Vô Tích châu, Vạn hộ Mang Cổ Đãi, Yên Triệt Nhi đi tuần Thái Hồ, sai Giám chiến Diệc Khất Lý Đãi, Chiêu thảo sứ Toa Đô, Tuyên phủ sứ Du Hiển, hội sư với Đồ Lý Thiếp Mộc Nhi đi trước đến Bình Giang.
Ngày canh dần (12/12), Bá Nhan sai một kẻ đầu hàng vượt giới tuyến đem chiếu thư giao cho sứ giả đã ở nước Tống từ trước, tiếp tục chiêu dụ các đại thần của họ. Ngày tân sửu tháng 12 ÂL (23/12), quân Nguyên đến Vô Tích, bọn Tương tác giám Liễu Nhạc của Tống đem thư của Tống Cung đế cùng Tạ thái hoàng thái hậu và thư các đại thần gởi riêng cho Bá Nhan đến gặp ông, rơi nước mắt nói: “Thái hoàng thái hậu tuổi cao, tự quân ấu thơ, vả lại đang trong lúc mặc đồ gai. Từ xưa theo lễ không đánh nước có tang, mong được thương xót mà lui quân, nào dám mỗi năm không tiến cống để giữ hòa hảo. Việc ngày nay đến bước này, đều là do gian thần Giả Tự Đạo thất tín làm lỡ nước nhà.” Bá Nhan nói: “Buổi đầu chúa thượng lên ngôi, gởi quốc thư giữ hòa hảo, nước ngươi bắt sứ giả nước ta đã 16 năm, vì thế mới cất quân hỏi tội. Năm trước lại vô cớ giết bọn Liêm sứ giả, là tội của ai đây? Ví như muốn quân ta không tiến, sẽ bắt chước Tiền vương nạp đất ư? Lý chúa ra hàng ư? Nước Tống xưa kia được thiên hạ trong tay một đứa trẻ, ngày nay mất thiên hạ trong tay một đứa trẻ, là đạo trời to lớn vậy, không phải nhiều lời.” Nhạc dập đầu mãi không thôi, Bá Nhan sai Chiêu thảo sứ Sao Nhi Xích đem Liễu Nhạc ra ngoài chờ xử lý sau, rồi đưa quốc thư ấy về triều.
Trước đó, Bình Giang thú Tiềm Thuyết Hữu bỏ trốn, bọn Thông phán Hồ Ngọc đã dâng thành đầu hàng, nhưng bị người Tống giành lại. Ngày giáp thìn (26/12), quân Nguyên đến Bình Giang, đô thống Vương Bang Kiệt, thông phán Vương Củ Chi đưa quân ra hàng. Ngày canh tuất (1/1/1276), Bá Nhan sai Nang Gia Đãi đưa Liễu Nhạc trở về Lâm An. Lấy Mang Cổ Đãi, Phạm Văn Hổ làm Hành Lưỡng Chiết đại đô đốc sự. Sai Ninh Ngọc sửa Trường Kiều ở Ngô Giang, không đầy một tuần thì xong. Ngày canh thân (11/1), Nang Gia Đãi cùng thượng thư Hạ sĩ Lâm, thị lang Lữ Sư Mạnh, Tông chánh thiếu khanh Lục Tú Phu của Tống đem thư đến, xin tôn Thế Tổ làm bác, đời đời giữ lễ con cháu, nộp cống hàng năm 25 vạn lạng bạc, 25 vạn thớt lụa. Ngày quý hợi (14/1), sai Nang Gia Đãi cùng bọn Sư Mạnh trở về Lâm An. Sai Mang Cổ Đãi, Phạm Văn Hổ hợp với A Lạt Hãn, Tích Lý Bá đánh Hồ Châu, tri châu Triệu Lương Thuần tử tiết. Ngày bính dần (17/1), Triệu Dữ Khả dâng thành đầu hàng. Bá Nhan xuất phát từ Bình Giang, để lại Du Hiển, Hoài Đô, Hốt Đô Bất Hoa đóng đồn trấn thủ. Riêng sai Ninh Ngọc giữ Trường Kiều.

### Tham chiến 1276
Ngày kỷ tị tháng giêng ÂL năm thứ 13 (20/1/1276), quân Nguyên đến Gia Hưng, an phủ sứ Lưu Hán Kiệt dâng thành đầu hàng, Bá Nhan để lại bọn Vạn hộ Hốt Đô Hổ đồn thú ở đó. Ngày quý dậu (24/1), Quân khí giám Lưu Đình Thụy đem thư của tể tướng Tống là bọn Trần Nghi Trung đến, lập tức đuổi về. Ngày ất hợi (26/1), Nghi Trung sai Ngự sử Lưu Tiết đưa bản chỉnh sửa biểu văn xưng thần của Tống Cung đế cùng thư gởi Bá Nhan đến, hẹn gặp ở Trường An trấn. Ngày tân tị (1/2), quân Nguyên đến Sùng Đức. Nghi Trung lại lệnh cho đô thống Hồng Mô đem thư cùng Nang Gia Đãi đến gặp. Ngày nhâm ngọ (2/2), quân Nguyên đến Trường An trấn, bọn Nghi Trung không đến. Ngày quý mùi (3/2), tiến quân đến Lâm Bình trấn. Ngày giáp thân (4/2), quân Nguyên đến Phụ Đình sơn, Tống Cung đế sai Tri Lâm An phủ Giả Dư Khánh, cùng người tông thất là Bảo Khang quân Thừa tuyên sứ Triệu Doãn Phủ, Hòa Châu phòng ngự sứ Triệu Cát Phủ, đem Truyền quốc tỉ cùng hàng biểu đến trước cửa quân. Bá Nhan nhận xong, sai Nang Gia Đãi đem bọn Dư Khánh về Lâm An, gọi các tể tướng Tống ra bàn việc đầu hàng. Khi ấy Nghi Trung đã trốn, nhà Tống lấy Văn Thiên Tường thay làm thừa tướng, ông ta không nhận chức, tự xin đi gặp quân Nguyên. Ngày ất dậu (5/2), tiến quân đến vị trí cách Lâm An 15 dặm về phía bắc, sai Đổng Văn Bỉnh, Lữ Văn Hoán, Phạm Văn Hổ chia ra tuần thị thành bảo, phủ dụ quân dân. Nang Gia Đãi, Hồng Mô đến báo rằng Nghi Trung cùng bọn Trương Thế Kiệt, Tô Lưu Nghĩa, Lưu Sư Dũng đưa Ích vương, Quảng vương xuống Chiết Giang, theo đường biển chạy về phía nam, chỉ còn Tạ thái hậu cùng Cung đế ở trong cung. Bá Nhan gấp sai sứ truyền dụ hữu quân A Lạt Hãn, Áo Lỗ Xích, tả quân Đổng Văn Bỉnh, Phạm Văn Hổ coi giữ Chiết Giang, lấy 5000 binh mạnh đuổi theo, không kịp mà về.
Ngày bính tuất (6/2), cấm quân sĩ vô cớ vào thành, sai Lữ Văn Hoán treo bảng vàng khuyên dụ quân dân trong ngoài Lâm An, khiến họ an cư như cũ. Nhờ vậy, những việc cướp bóc trong lúc rối loạn chấm dứt. Ngày đinh hợi (7/2), sai bọn Trình Bằng Phi, Hồng Song Thọ vào cung, an ủi Tạ thái hoàng thái hậu. Ngày mậu tý, Tạ thái hoàng thái hậu sai thừa tướng Ngô Kiên, Văn Thiên Tường, Xu mật sứ Tạ Đường, an phủ sứ Giả Dư Khánh, nội quan Đặng Duy Thiện đến gặp, Bá Nhan úy lạo rồi cho mọi người quay về, nhưng thấy Thiên Tường có vẻ khác thường, bèn giữ một mình ông ta ở lại, lệnh cho bọn Mang Cổ Đãi, Toa Đô tiếp đãi, nhằm giam lỏng Thiên Tường. Lệnh Trình Bằng Phi, Hồng Song Thọ cùng Giả Dư Khánh sửa hàng biểu có nội dung Tống chúa xin bỏ đế hiệu. Ngày kỷ sửu (9/2), đóng quân ở chợ Hồ Châu tại phía bắc thành Lâm An. Sai bọn Thiên hộ Nang Gia Đãi đem Truyền quốc tỉ của Tống dâng lên triều đình.
Ngày canh dần (10/2), Bá Nhan dựng cờ trống của đại tướng, soái 2 vạn hộ làm tả hữu dực, đi tuần thành Lâm An, xem thủy triều ở Chiết Giang. Đến chiều về chợ Hồ Châu. Tông thất, đại thần của Tống đều đến gặp. Ngày tân mão (11/2), Vạn hộ Trương Hoằng Phạm, Lang trung Mạnh Kỳ cùng Trình Bằng Phi đem hàng biểu đã sửa đổi cùng chiếu thư viết tay của Tống Cung đế và Tạ thái hoàng thái hậu khuyên dụ các châu quận chưa đầu hàng đến trước cửa quân. Lệnh trấn phủ Đường Cổ Đãi bãi hơn 2 vạn nghĩa quân do Văn Thiên Tường chiêu mộ. Ngày nhâm thìn (12/2), Bá Nhan lên Sư Tử phong, xem hình thế Lâm An. Mệnh cho Toa Đô phủ dụ quân dân, sắp xếp chư tướng chia nhau giữ thành, giữ cung. Ngày quý tị (13/2), Tạ thái hoàng thái hậu lại sai sứ thăm hỏi, Bá Nhan tiếp tục dùng lời lẽ ôn tồn an ủi bà ta. Ngày giáp ngọ (14/2), phân chia binh sĩ Tống thuộc tam nha và các tư cho các cánh quân, để chờ điều động; những binh sĩ mới chiêu mộ, ai muốn thì cho về. Chia sai bọn Tiêu Úc, Vương Thế Anh chiêu dụ các châu Cù, Tín chư châu. Ngày đinh dậu tháng 2 ÂL (17/2), sai bọn Lưu Hiệt đi Hoài Tây chiêu dụ Hạ Quý, tiếp tục phái biệt tướng kêu gọi khu vực Chiết Đông –Tây, vì thế Tri Nghiêm Châu Phương Hồi, Tri Vụ Châu Lưu Di, Tri Đài Châu Dương Tất Đại, Tri Xử Châu Lương Y đều dâng thành đầu hàng.
Bá Nhan mệnh cho hữu thừa Trương Huệ, tham chánh A Lạt Hãn, Đổng Văn Bỉnh, Lữ Văn Hoán vào gặp Tạ thái hoàng thái hậu, tuyên bố đức ý (tâm ý thi ân bố đức), để an ủi bà ta. Ngày tân sửu (21/2), Tống Cung đế soái văn võ bá quan, hướng về Thượng Đô, quỳ lạy dâng hàng biểu. Bá Nhan thừa chế, lấy Lâm An làm Lưỡng Chiết đại đô đốc phủ, Mang Cổ Đãi, Phạm Văn Hổ vào coi phủ sự. Lại mệnh cho bọn Trương Huệ, A Lạt Hãn, Đổng Văn Bỉnh, Lữ Văn Hoán vào thành, kiểm đếm số lượng tiền bạc, lương thực của quân dân; tra xét kho tàng; thu lấy cáo mệnh, phù ấn, sổ sách của bá quan, bãi hết phủ quan Tống. Canh giữ Cung đế ở phòng riêng. Chia sai quan viên mới hàng đi chiêu dụ các châu quận chưa hàng ở Hồ Nam – Bắc, Lưỡng Quảng, Tứ Xuyên. Sắp xếp chư tướng đồn trú những nơi yếu hại, tiếp tục cấm họ xâm hại lăng mộ các hoàng đế Tống. Ngày hôm ấy, Bá Nhan tiến quân đến ven nước Chiết Giang, thủy triều 3 ngày không lên, vì thế cho rằng được trời giúp.
Ngày quý mão (23/2), Tạ thái hoàng thái hậu mệnh cho Ngô Kiên, Giả Dư Khánh, Tạ Đường, Gia Huyễn Ông, Lưu Tiết và Văn Thiên Tường đều làm Thỉnh (mệnh) sứ, Dương Ứng Khuê, Triệu Nhược Tú làm Phụng biểu áp (quốc) tỉ quan, đến Thượng Đô thỉnh mệnh. Bá Nhan dâng biểu chúc mừng.
Ngày mậu thân (28/2), bọn Ngô Kiên rời khỏi Lâm An, Tạ Đường không đi. Ngày quý sửu (4/3), Phúc vương Triệu Dữ Nhuế (cha của Tống Độ Tông, ông nội của Cung đế) dâng thư cho Bá Nhan, lời lẽ rất khẩn thiết, ông đáp: “Nước ngươi đã quy hàng, nam bắc chung một nhà, vương chớ nghi ngờ, nên nhanh chóng lên đường, cùng dự vào việc lớn.” Rồi sai người đi rước ông ta. Ngày mậu ngọ (9/3), Hạ Quý dâng Hoài Tây đầu hàng. Ngày canh thân (11/3), Thế Tổ mệnh cho Nang Gia Đãi truyền chỉ, triệu Bá Nhan cùng vua tôi nước Tống vào triều. Ngày đinh mão tháng 3 ÂL (18/3), Bá Nhan vào Lâm An, đòi lang trung Mạnh Kỳ thu lấy lễ nhạc tế khí (nhạc khí dùng trong việc cúng tế), sách bảo (văn sách và quốc tỷ), nghi trượng (vật dụng nghi thức), đồ thư (sách vở). Ngày canh ngọ (21/3), Nang Gia Đãi đến. Ngày giáp tuất (25/3), Triệu Dữ Nhuế đến. Bá Nhan bàn bạc rồi lấy A Lạt Hãn, Đổng Văn Bỉnh ở lại coi Hành tỉnh sự và kinh lược Mân, Việt; lấy Mang Cổ Đãi làm đô đốc trấn thủ Chiết Tây; lấy Toa Đô làm tuyên phủ sứ trấn thủ Chiết Đông; lấy Đường Ngột Đãi, Lý Đình hộ tống vua tôi nước Tống lên bắc. Ngày ất hợi (26/3), Bá Nhan xuất phát từ Lâm An. Ngày đinh sửu (28/3), bọn A Tháp Hải tuyên chiếu, đòi Cung đế, Toàn thái hậu đến Thượng Đô; nghe chiếu xong, hôm ấy đều rời cung, chỉ có Tạ thái hoàng thái hậu có bệnh được ở lại; Long quốc phu nhân Hoàng thị, cung nhân cùng đi có hơn trăm người; Phúc vương Triệu Dữ Nhuế, Nghi vương Triệu Nãi Du, Tạ Đường, Dương Trấn trở xuống, quan thuộc cùng đi có hơn ngàn người, học trò Tam học  vài trăm người. Cung đế cầu kiến, Bá Nhan nói: “Chưa vào triều, theo lễ không thể gặp.”
Ngày ất mùi tháng 5 ÂL (14/6), Bá Nhan đưa Cung đế đến Thượng Đô, Thế Tổ ngự ở Đại An các cho bọn họ triều kiến. Bình được nước Tống, giành được 37 phủ, 128 châu, 2 quan giám (cửa ải), 733 huyện; Bá Nhan nhận mệnh đem cáo lên trời đất, tông miếu. Thế Tổ đại xá thiên hạ, úy lạo Bá Nhan; ông bái tạ rằng: “Nhờ bệ hạ tính toán chu toàn, A Truật dốc sức, thần có công gì đâu!” Lại được bái làm Đồng tri Xu mật viện, ban 20 bộ Chích tôn/tốn  bằng lông ngân thử, thanh thử . Bá Nhan ghi công 123 người, triều đình theo đó mà thưởng bạc.

## Phòng vệ bắc biên
Trước đó, Hải Đô uy hiếp Trung Nguyên, có chiếu lấy Hữu thừa tướng An Đồng giúp hoàng tử Bắc Bình vương Na Mộc Hãn thống lãnh quân đội ở A Lực Ma Lý  phòng bị. Năm thứ 14 (1267), chư vương Tích Lý Cát làm binh biến Bắc Bình vương và An Đồng, ép các tông vương tham gia phản quân, triều đình mệnh cho Bá Nhan soái quân đánh dẹp. Đôi bên đối mặt ở Oát Lỗ Hoan hà , cách sông bày trận, giằng co đến chiều; Bá Nhan thấy phản quân có ý lười nhác không phòng bị, bèn chia quân làm 2 đội tấn công, Tích Lý Cát thua chạy rồi chết. Tháng 2 ÂL năm thứ 18 (1271), Thế Tổ mệnh cho Yên vương Chân Kim đóng quân ở biên giới phía bắc, lấy Bá Nhan đi theo, căn dặn Chân Kim rằng: “Bá Nhan tài kiêm văn võ, trung thành với nước, nên mới cho đi theo ngươi, không thể đãi ngộ như người thường!” Chân Kim mỗi khi bàn việc, đều hành lễ rất tôn kính. Năm ấy, triều đình chia thực ấp cho quần thần, có chiếu thêm cho Bá Nhan 4977 hộ ở các nơi thuộc Đằng Châu.
Mùa thu năm thứ 20 (1283), tông vương A Chích Cát bị Hải Đô đánh bại, có chiếu lấy Bá Nhan thay ông ta cầm quân. Trước đó, binh sĩ biên phòng thường chịu đói kém, Bá Nhan lệnh cho trong quân hái Miệt Khiếp Diệp Nhi cùng rễ Túc Đôn  để trữ, mỗi người 4 hộc, gọi là hạt cỏ; vào lúc mưa tuyết rét nhất của mùa đông năm ấy, người ngựa nhờ vậy mà không bị đói. Lại lệnh binh sĩ bắt những con Tháp Lạt Bất Hoan để ăn ; lột lấy cả vạn bộ da, mọi người không hiểu tại sao. Sau đó Bá Nhan sai người chở các bộ da ấy đến kinh sư, Thế Tổ cười nói: “Bá Nhan cho rằng biên cương giá rét, binh sĩ không có áo, muốn đem đổi lấy lụa dày của tôi đấy!” Bèn ban lụa để may áo cho binh sĩ. Tháng 2 ÂL năm thứ 24 (1287), có tin báo Nãi Nhan muốn phản, Bá Nhan nhận chiếu đi dò xét; ông chở theo nhiều áo khoác lông, vào đến đất của Nãi Nhan thì lập tức đem tặng của những người làm việc tại dịch trạm. Sau khi gặp mặt, Nãi Nhan bày tiệc, tính kế bắt sống Bá Nhan, bị ông phát giác. Bá Nhan cùng tùy tùng chia 3 đường bỏ chạy, người ở dịch trạm tranh nhau tặng cho họ ngựa khỏe nên thoát được. Tháng 4 ÂL mùa hạ, Nãi Nhan làm phản, Bá Nhan theo Thế Tổ chinh phạt; ông tâu xin đem theo quân Hán của Lý Đình, Đổng Sĩ Tuyển, sử dụng chiến thuật của người Hán. Đồng Đảng của Nãi Nhan là Kim Gia Nô, Tháp Bất Đãi uy hiếp đoàn xe quân nhu, quân người Hán ra sức chiến đấu, đánh bại phản quân, bắt được Nãi Nhan. Năm thứ 26 (1289), Bá Nhan được tiến làm Kim tử quang lộc đại phu, Tri Xu mật viện sự, ra xuất trấn thủ Hòa Lâm; Hòa Lâm đặt làm Tri viện, là bắt đầu từ Bá Nhan.
Mùa thu năm thứ 29 (1292), tông vương Minh Lý Thiết Mộc Nhi hiệp với Hải Đô làm loạn, Bá Nhan nhận chiếu chinh thảo; giao chiến ở A Tát Hốt Ngốc lĩnh, tên bay như mưa, quân Nguyên không dám lên núi, Bá Nhan truyền lệnh rằng: “Các ngươi rét có áo ấm, các ngươi đói có lương thực, chính là dành sức lực cho lúc này vậy! Bây giờ không gắng lên, làm sao báo ơn được!?” Bá Nhan vẫy toàn quân tiến lên, ai chậm trễ bị chém, tự mình đi trước phá trận. Quân Nguyên hăng hái tấn công, đại phá phản quân, Minh Lý Thiết Mộc Nhi bỏ chạy; ông mệnh cho bọn Tốc Ca, Thê Mê Ngốc Nhi đuổi theo. Bá Nhan đưa quân về trong đêm, đến Tất Thất Ngốc lĩnh, chợt gặp phục binh; ông giữ vững trận địa không động; trời sáng, đưa quân đi. Bá Nhan đem khinh kỵ đuổi theo đến Biệt Kiệt Nhi; bọn Tốc Ca, Thê Mê Ngốc cũng đem quân đến, bèn giáp kích phản quân, chém hơn 2000 thủ cấp, bắt những kẻ còn sống đem về. Chư tướng nói muốn theo lễ xưa: cúng tế tại vùng đất mới giành được, lấy tù binh làm vật tế; Bá Nhan không cho. Trong quân bắt được gián điệp, Hãn Đô muốn giết, Bá Nhan giữ lại, thưởng hậu cho hắn, sai đem thư gởi Minh Lý Thiết Mộc Nhi, trình bày họa phúc; Minh Lý Thiết Mộc Nhi nhận thư thì cảm động rơi nước mắt, đưa quân về hàng. Chưa được bao lâu, Hải Đô lại xâm phạm biên cương, Bá Nhan ở lại kháng cự. Triều thần có lời gièm rằng Bá Nhan ở bắc biên lâu ngày, cùng Hải Đô thông hảo, nên chỉ phòng thủ, không lấy thêm được một thước một tấc đất nào; có chiếu lấy Ngự sử đại phu Ngọc Tích Thiếp Mộc Nhi thay thế ông, cho Bá Nhan ở Đại Đồng để đợi mệnh lệnh. Ngọc Tích Thiếp Mộc Nhi chưa đi qua 3 dịch trạm, gặp lúc quân của Hải Đô lại đến, Bá Nhan sai người nói với Ngọc Tích Thiếp Mộc Nhi rằng: “Ngài hãy dừng lại, đợi ta diệt bọn giặc rồi đến, chưa muộn đâu!” Bá Nhan cùng Hải Đô giao chiến, vừa đánh vừa chạy, cứ như thế trong 7 ngày, chư tướng lo sợ, phẫn nộ nói rằng: “Quả nhiên là sợ đánh, sao không giao quân đội cho đại phu!?” Bá Nhan nói: “Hải Đô đơn độc vào nước ta, đón đánh sẽ bỏ trốn ngay, nếu dụ hắn vào sâu, một trận là bắt được. Các ngươi đều muốn đánh gấp, nếu để Hải Đô chạy thoát, thì lỗi ấy là của ai đây?” Chư tướng đáp: “Chúng tôi xin nhận.” Quân Nguyên quay lại đánh bại phản quân, Hải Đô quả nhiên chạy thoát. Bá Nhan bèn vời Ngọc Tích Thiếp Mộc Nhi đến, trao ấn rồi lên đường. Khi ấy hoàng tôn Thiết Mục Nhĩ (Temür) – sau này là Nguyên Thành Tông – phụng chiếu cầm quân ở bắc biên, rót rượu đưa tiễn, nói: “Ngài đi rồi, làm sao dạy dỗ ta được nữa?” Bá Nhan đón chén rượu ấy, đáp: “Thứ phải thận trọng, chỉ có nữ sắc mà thôi. Trong quân cố nhiên phải giữ nghiêm kỷ luật, còn ân đức thì không được bỏ quên. Trú phòng các mùa đông – hạ, cứ theo lối cũ là tiện.” Thiết Mục Nhĩ đều nghe theo.

## Ủng lập hoàng tôn
Tháng 12 ÂL năm thứ 30 (1293), Thế Tổ phát bệnh, triệu Bá Nhan – khi ấy đang ở Đại Đồng – về kinh sư. Tháng giêng năm sau (1294), Thế Tổ băng hà, Bá Nhan đứng đầu bá quan lo việc tang. Binh mã tư xin vào lúc mặt mọc, mặt trời lặn đều dóng chuông, để phòng biến cố, Bá Nhan kêu lên rằng: “Ngươi muốn làm loạn à! Cứ như ngày thường là được!” Có kẻ trộm bạc trong nội phủ, quan tể bắt được, muốn giết đi, Bá Nhan nói: “Thời nào không có trộm, bây giờ ai được phép giết trộm?” mọi người đều phục ông có kiến thức. Hoàng tôn Thiết Mục Nhĩ lên ngôi ở Đại An các tại Thượng Đô, tức là Nguyên Thành Tông; bởi các thân vương dị nghị, Bá Nhan nắm kiếm đứng trên thềm điện, đọc giáo huấn của tổ tông, tuyên bố cố mệnh, trình bày ý định lập Thành Tông của Thế Tổ, lời lẽ và sắc mặt đều rắn rỏi, khiến chư vương sợ run, quỳ lạy dưới điện. Tháng 5 ÂL, được bái làm Khai phủ nghi đồng tam tư, Thái phó, Lục quân quốc trọng sự, vẫn giữ chức Tri xu mật viện sự, ban vàng bạc các loại.
Ba tỉnh Giang Nam nhiều lần xin bãi Hành xu mật viện, Thành Tông hỏi Bá Nhan – khi ấy đã bệnh không gượng dậy nổi - ông giương mắt đáp: “Tỉnh gần, đặt các viện thì nên; tỉnh xa phân chia quân – dân để quản lý thì bất tiện.” Thành Tông cho là phải, nên 3 viện (của 3 tỉnh) đều bãi. Ngày bính thân tháng 12 ÂL (7/1/1295), mùa đông, có sao lớn rơi ở phía đông bắc. Ngày kỷ hợi (10/1), trời rét đậm, khiến nước mưa đọng trên cây đóng băng. Ngày canh tý (11/1), Bá Nhan qua đời, hưởng thọ 59 tuổi.
Bá Nhan tính thâm trầm, có mưu lược lại quyết đoán, cầm 20 vạn quân đánh Tống, như đem theo 1 người; được các tướng soái ngưỡng mộ như thần thánh. Xong việc về triều, hành trang mang theo chỉ có quần áo, lúc thường cũng không nhắc đến công lao. Năm Đại Đức thứ 8 (1304), được đặc tặng Tuyên Trung Tá Mệnh Khai Tể công thần, Thái sư, Khai phủ nghi đồng tam tư, truy phong Hoài An vương, thụy là Trung Vũ. Năm Chí Chánh thứ 4 (1344), được gia tặng Tuyên Trung Tá Mệnh Khai Tể Dực Đái công thần, tiến phong Hoài vương, còn lại như cũ.
Các con là Mãi Đích làm đến Thiêm xu mật viện sự, Nang Gia Đãi làm đến Xu mật phó sứ.

## Dật sự
Bá Nhan đánh Tống trở về, có chiếu sai bá quan ra ngoài chỗ giao đón rước, bình chương A Hợp Mã đi trước mọi người nửa xá, đợi ở bên đường; Bá Nhan bèn day thao có khóa ngọc trên mình tặng cho ông ta, nói: “Bảo ngọc của Tống tuy nhiều, tôi thật không dám lấy, đừng chê vật này nhé!” A Hợp Mã cho rằng Bá Nhan khinh mình, trong lòng cảm thấy tổn thương, bèn vu cáo ông trong khi đánh Tống chiếm đoạt Ngọc đào trản (chén); Thế Tổ mệnh cho làm án, không có kết quả; Bá Nhan được thả ra, nhiệm dụng như cũ. A Hợp Mã chết rồi, có người hiến cái chén ấy, Thế Tổ ngạc nhiên nói: “Ra là hãm hại trung lương của ta!” Biệt Cát Lý Mê Thất thường vu cho Bá Nhan đáng tội chết, chưa được bao lâu, ông ta chịu tội chết. Thế Tổ có sắc cho Bá Nhan đến xem; ông cùng Biệt Cát Lý Mê Thất uống rượu, tỏ ra thương cảm, không đợi hành hình mà bỏ về. Thế Tổ hỏi tại sao, đáp rằng: “Hắn tự gây tội, nếu thần đến xem hắn chết, thì người ta sẽ không biết là do trời làm tội hắn.”
Bá Nhan được sủng tín, thừa tướng Hoàn Trạch tỏ ra đố kỵ, ông nói với ông ta: “Nếu may mắn đem đến cho ta 2 bình mỹ tửu, rồi cùng chư vương uống trước cung, ngoài ra chẳng còn mong muốn gì nữa!”